# فرودگاه ناسا در کراوز لندینگ
فرودگاه ناسا در کراوز لندینگ (به انگلیسی: NASA Crows Landing Airport) یک فرودگاه خصوصی با کد یاتا NRC است که یک باند فرود بتن دارد و طول باند آن ۲۱۲۶ متر است. این فرودگاه در شهر پاترسون، کالیفرنیا کشور ایالات متحده آمریکا قرار دارد و در ارتفاع ۵۱ متری از سطح دریا واقع شده‌است.